# Campina do Simão
Pour les articles homonymes, voir Campina.
Campina do Simão est une municipalité brésilienne située dans l'État du Paraná.